# Tadum

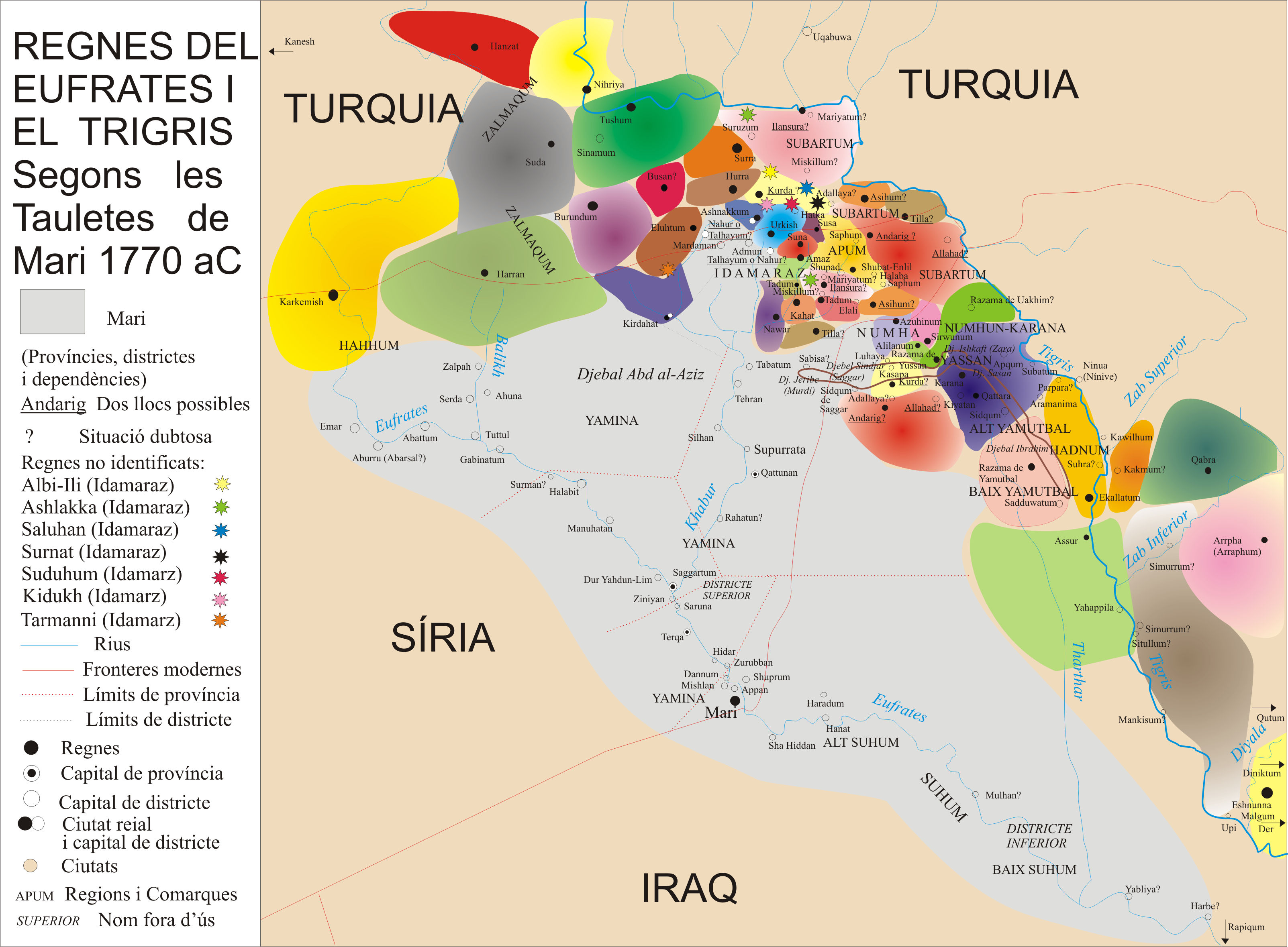
Mapa

Tadum o Ta'idum o Taddum fou una ciutat estat i regne de Mesopotàmia a la regió d'Idamaraz, que correspon amb molta probabilitat a la moderna Tell Farfara. Estava situada a la vora del riu Djarrah una mica al sud-oest de Shubat-Enlil, entre Kahat i Hazzikkannum
El seu rei era Ibni-Addu o Yabni-Addu que fou instal·lat per Zimrilim de Mari; fou enderrocat per la població però va recuperar el poder amb ajut del general elamita Kunnam. Va gaudir del suport d'aquest tot i que va romandre lleial a Zimrilim en la protecció del qual confiava. Haya-Sumu d'Ilansura va entrar en contacte amb un partit local per aconseguir l'assassinat del rei, i finalment va caure a les seves mans, però va refusar entregar-lo a Mari.